# Lars Leese
Lars Leese (* 18. August 1969) ist ein ehemaliger deutscher Fußballtorwart und Fußballtrainer.

## Spielerkarriere
Leese begann seine Fußballkarriere in der Jugend des SC Fortuna Köln, ehe er zum 1. FC Köln wechselte. Mit 16 hörte er jedoch für kurze Zeit mit dem Fußball auf, da ihm die Motivation fehlte. Dennoch nahm er nur wenige Wochen später das Training beim BC Efferen auf, allerdings ohne das Ziel, Fußballprofi zu werden, wie er es in seiner Zeit in Köln noch hatte.
Im Jahr 1989 wechselte er zu den Sportfreunden Neitersen in die Kreisliga Westerwald und von dort aus 1992 zum VfB Wissen in die Oberliga Südwest. Mit dem VfB Wissen gelang ihm 1994 die Qualifikation für die neugegründete Regionalliga West/Südwest. Nach dem Abstieg des VfB im Sommer 1995 wechselte er zum SCB Preußen Köln in die Oberliga Nordrhein, ehe er ein Jahr später zu Bayer 04 Leverkusen in die Fußball-Bundesliga ging, dort als dritter Torwart jedoch ohne Bundesliga-Einsatz blieb. Im Sommer 1997 ging Leese nach England zum FC Barnsley, der in jenem Jahr zum ersten Mal überraschend in die Premier League aufgestiegen war. Seinen ersten Einsatz erhielt er, als sich im dritten Heimspiel der Stammtorwart verletzte. Der Höhepunkt in seiner Profikarriere dürfte das Spiel gegen den FC Liverpool gewesen sein, in dem er den 1:0-Sieg sicherte.
Bei Barnsley absolvierte er insgesamt 20 Spiele (1997/98: 8 Spiele (1. Liga); 1998/99: 8 Spiele (2. Liga), 4 Ligapokalspiele), bevor 1999 sein Vertrag auslief. Nachdem er für die Saison 1999/2000 keinen Verein gefunden hatte, verbrachte er die Saison 2000/01 erneut bei Preußen Köln in der Oberliga, um anschließend zu den Amateuren von Borussia Mönchengladbach zu wechseln. Nach zwei Jahren ging es dann zur zweiten Mannschaft des 1. FC Köln, für die er in der Regionalliga noch einige Spiele als Mannschaftskapitän absolvierte und im Winter 2004 als Ersatztorwart in die Profimannschaft der Kölner berufen wurde. Nach der Saison 2004/05 beendete er seine Fußballkarriere.

## Trainerkarriere
Ab Juli 2005 trainierte Lars Leese sechs Jahre lang den SV Bergisch Gladbach 09, mit dem er zweimal von der Mittelrheinliga (sechste Spielklasse) in die NRW-Liga aufstieg. Im Juni 2011 beendete er seine Arbeit in Bergisch Gladbach freiwillig, weil er gerne einen höherklassigen Verein trainieren wollte. Im Oktober 2011 wurde er Trainer bei der SSVg Velbert, mit der er im ersten Jahr von der NRW-Liga in die Regionalliga West aufstieg. Nach 18 Monaten wurde er dort im April 2013 beurlaubt. Nur ein knappes halbes Jahr später allerdings holte ihn die SSVg nach der Entlassung von Hans-Günter Bruns als Trainer zurück.
War es schon ungewöhnlich, einen beurlaubten Trainer zurückzuholen, so wurde Leeses zweite Beurlaubung in Velbert, im Juni 2014, noch kurioser: Nach dem Abstieg aus der Regionalliga im Mai 2014 erklärte der Vereinsvorsitzende Oliver Kuhn öffentlich, man werde mit Lars Leese den Wiederaufstieg anstreben. Einen Monat später, mitten in der Sommerpause, wurde Leese dann plötzlich aber freigestellt. Der Vereinsvorsitzende der SSVg Velbert erklärte dazu: „Die Trennung von Lars Leese ist ein schmerzlicher Schritt. Manchmal ist Fußball ein schmutziges Geschäft, in dem wir Dinge machen, die wir sehr ungern tun.“ Man erhoffe sich durch den Trainerwechsel einen unbelasteten Neustart.
Leese betreibt einen für einen Amateurtrainer außergewöhnlichen Aufwand, um sich weiterzubilden. So weilte er beim FC Barcelona und beim FC Valencia jeweils zum einwöchigen Trainingsstudium. Seit Mai 2009 ist er im Besitz der DFB-Fußballlehrer-Lizenz, der höchsten Trainerqualifikation in Deutschland, wodurch er berechtigt wäre, auch Bundesligateams zu trainieren. Im Sommer 2015 übernahm Leese das Traineramt beim DSK Köln in der siebtklassigen Bezirksliga. Sein Job endete jedoch bereits zum 31. Dezember 2015. Seitdem ist er im Vertrieb der Targo Versicherungen tätig.

## „Der Traumhüter“
Lars Leese ist einer breiteren Öffentlichkeit vor allem durch das 2002 bei Kiepenheuer & Witsch als Paperback erschienene Buch Der Traumhüter: Die unglaubliche Geschichte eines Torwarts, das er zusammen mit dem Sportjournalisten Ronald Reng verfasst hat, bekannt geworden. Das Buch beschreibt Leeses wechselhafte Karriere und erzählt den Weg von der Kreisliga über die Premier League zurück in die Oberliga. Die Story bietet Einblicke in das Alltagsgeschäft Profifußball, speziell in England.
Der Traumhüter wurde in Deutschland ein Bestseller und in den Medien oft mit Fever Pitch von Nick Hornby verglichen, obwohl beide Werke stilistisch sehr unterschiedlich sind. Ähnlich wie Fever Pitch in den 90er-Jahren in England gilt Der Traumhüter in Deutschland als das Buch, das den Fußball als literarisches Thema salonfähig machte. Im Jahre 2004 wurde Der Traumhüter als erstes ausländisches Buch überhaupt in England mit dem Sports Book Award („Sportbuch des Jahres“) in der Kategorie Biografie ausgezeichnet.

## TV-Auftritte
Leese war 2004 in der 584. Folge von TV total bei Stefan Raab zu Gast, um über sein Buch zu reden. Zudem war er in der gleichen Folge Trainer beim Blind Kick zur EM 2004.
Er war Kandidat in der Folge 122 (S2E72) beim Buchstaben Battle am 13. April 2021 im Team Orange mit Esther Schweins und Ralph Caspers.